# Le pantere dei mari
Le pantere dei mari (Hellcats of the Navy) è un film di guerra del 1957 diretto da Nathan Juran e interpretato da Ronald Reagan e da sua moglie, accreditata come Nancy Davis.
Il film è  basato su episodi reali dei sommergibili americani,  avvenuti nel Mar del Giappone, durante la Seconda guerra mondiale.

## Trama
1944. Il sommergibile USS Starfish si trova nello stretto di Tsushima per svolgere una importante missione: trafugare delle mine giapponesi, per poter scoprire la loro tecnologia. La missione viene svolta con successo dai sommozzatori della Marina (frogman) ma poi, per evitare un attacco giapponese, il sommergibile deve immergersi rapidamente, abbandonando nei flutti un sommozzatore. Questo provoca  sconcerto tra gli uomini dell'equipaggio e accende dissapori tra il comandante Casey Abbott ed il suo vice Landon.

Nella seconda missione, il sommergibile Starfish deve trasportare una squadra sulla costa giapponese, per svolgere azioni di sabotaggio in un deposito nemico. Anche in questo caso la missione ha successo, ma il sommergibile viene danneggiato dall'artiglieria costiera giapponese. Invece di rientrare, dopo avere avvistato un mercantile giapponese che stava attraversando la zona minata, il comandante Abbott, decide di seguirlo, riuscendo così a mappare l'ingresso navigabile.
In seguito, il sommergibile verrà affondato dai giapponesi, ma una parte dell'equipaggio riesce a salvarsi e sarà recuperato dai soccorsi, riuscendo così a consegnare al Comando dell'US Navy l'importantissima mappatura delle zone minate nello stretto di Tsushima.

A questo punto il viceammiraglio Charles A. Lockwood, comandante della Forza sottomarina della Flotta del Pacifico, decide di  fare convergere numerosi sommergibili all'interno del Mar del Giappone per scatenare,  il 9 giugno 1945,  un grande attacco contro ciò che resta del naviglio nemico (Operazione Barney).

## Curiosità
- All'inizio del film appare l'ammiraglio della Flotta Chester Nimitz, il quale spiega le azioni dei sommergibili, che hanno contribuito alla vittoria sul Giappone, e ringrazia gli eroici equipaggi.
- Lo stesso Ronald Reagan, futuro Presidente degli Stati Uniti, nella sua autobiografia ammette di essere rimasto deluso da questo film, preferendo altri film dell'epoca, quali Destinazione Tokio e Lo squalo tonante.